# Serie A1 2020-2021 (hockey su pista)
La Serie A1 2020-2021 è stata la 98ª edizione (la 72ª a girone unico) del torneo di primo livello del campionato italiano di hockey su pista. La competizione ha avuto inizio il 10 ottobre 2020 e si è conclusa il 15 giugno 2021.
Lo scudetto è stato conquistato dall'Amatori Lodi per la quarta volta nella sua storia.

## Stagione

### Novità
La stagione 2020-2021 della serie A1 vede ai nastri di partenza quattordici club. Al torneo partecipano: Amatori Lodi, Bassano, Breganze, Correggio, Follonica, Forte dei Marmi, HRC Monza, Montebello, Roller Scandiano, Sandrigo, Sarzana, Trissino, Valdagno. Al posto del CGC Viareggio che al termine della stagione precedente non si iscrisse alla serie A1 venne ripescato dalla Serie A2 2019-2020 il Grosseto.

### Formula
La manifestazione è stata organizzata in due fasi. La prima fase vide la disputa di un girone all'italiana, con gare di andata e ritorno per un totale di 26 giornate: furono assegnati 3 punti per l'incontro vinto e un punto a testa per l'incontro pareggiato, mentre non ne fu attribuito alcuno per la sconfitta. Al termine della prima fase le prime dieci squadre classificate si qualificarono per i play-off scudetto mentre le squadre classificate dall'11º e al 14º posto parteciperono ai play-out per stabilire le squadre retrocesse in Serie A2 nella stagione successiva.

## Squadre partecipanti
| Club             | Stagione | Città                     | Impianto                       | Stagione precedente      |
| ---------------- | -------- | ------------------------- | ------------------------------ | ------------------------ |
| Amatori Lodi     | dettagli | Lodi                      | PalaCastellotti                | 1º in Serie A1           |
| Bassano          | dettagli | Bassano del Grappa (VI)   | PalaUbroker                    | 11º in Serie A1          |
| Breganze         | dettagli | Breganze (VI)             | PalaFerrarin                   | 4º in Serie A1           |
| Correggio        | dettagli | Correggio (RE)            | Palasport Dorando Pietri       | 10º in Serie A1          |
| Follonica        | dettagli | Follonica (GR)            | Pista Armeni                   | 8º in Serie A1           |
| Forte dei Marmi  | dettagli | Forte dei Marmi (LU)      | PalaForte                      | 2º in Serie A1           |
| Grosseto         | dettagli | Grosseto                  | Pista di via Mercurio          | 1º in Serie A2, promosso |
| HRC Monza        | dettagli | Monza                     | PalaRovagnati di Biassono (MB) | 13º in Serie A1          |
| Montebello       | dettagli | Montebello Vicentino (VI) | Palasport di Montebello        | 14º in Serie A1          |
| Roller Scandiano | dettagli | Scandiano (RE)            | PalaRegnani                    | 5º in Serie A1           |
| Sandrigo         | dettagli | Sandrigo (VI)             | Palasport di Sandrigo          | 12º in Serie A1          |
| Sarzana          | dettagli | Sarzana (SP)              | Pista Vecchio Mercato          | 9º in Serie A1           |
| Trissino         | dettagli | Trissino (VI)             | PalaDante                      | 6º in Serie A1           |
| Valdagno         | dettagli | Valdagno (VI)             | PalaLido                       | 3º in Serie A1           |

### Allenatori e primatisti
| Squadra          | Allenatore                                   | Cannoniere (Miglior marcatore nella stagione regolare) |
| ---------------- | -------------------------------------------- | ------------------------------------------------------ |
| Amatori Lodi     | Pierluigi Bresciani                          | Jordi Méndez (41 reti)                                 |
| Bassano          | Roberto Crudeli                              | Pablo Cancela (37 reti)                                |
| Breganze         | Sergi Punset (1ª-12ª) Enrico Gonzo (13ª-26ª) | Pol Gallifa (19 reti)                                  |
| Correggio        | Pablo Jara                                   | Jerónimo García (26 reti)                              |
| Follonica        | Sérgio Silva                                 | Marco Pagnini (34 reti)                                |
| Forte dei Marmi  | Alberto Orlandi                              | Federico Ambrosio (44 reti)                            |
| Grosseto         | Federico Paghi                               | Pablo Saavedra (36 reti)                               |
| HRC Monza        | Tommaso Colamaria                            | Davide Nadini (31 reti)                                |
| Montebello       | Luca Chiarello                               | Massimo Tataranni (34 reti)                            |
| Roller Scandiano | Massimo Barbieri                             | Josep Hernández (19 reti)                              |
| Sandrigo         | Franco Vanzo                                 | Diogo Neves (24 reti)                                  |
| Sarzana          | Alessandro Bertolucci                        | Francesco Rossi (28 reti)                              |
| Trissino         | Nuno Resende                                 | Emanuel García (32 reti)                               |
| Valdagno         | Diego Mir                                    | André Centeno (24 reti)                                |

## Stagione regolare

### Classifica finale
|  | Pos. | Squadra          | Pt | G  | V  | N | P  | GF  | GS  | DR  |
|  | ---- | ---------------- | -- | -- | -- | - | -- | --- | --- | --- |
|  | 1.   | Forte dei Marmi  | 60 | 26 | 18 | 6 | 2  | 139 | 66  | +73 |
|  | 2.   | Amatori Lodi     | 57 | 26 | 18 | 3 | 5  | 150 | 87  | +63 |
|  | 3.   | Trissino         | 55 | 26 | 18 | 1 | 7  | 135 | 88  | +47 |
|  | 4.   | Sarzana          | 51 | 26 | 16 | 3 | 7  | 97  | 72  | +25 |
|  | 5.   | Follonica        | 49 | 26 | 14 | 7 | 5  | 110 | 75  | +35 |
|  | 6.   | Bassano          | 44 | 26 | 13 | 5 | 8  | 117 | 96  | +21 |
|  | 7.   | Valdagno         | 43 | 26 | 12 | 7 | 7  | 100 | 80  | +20 |
|  | 8.   | Montebello       | 36 | 26 | 10 | 6 | 10 | 98  | 108 | -10 |
|  | 9.   | Sandrigo         | 30 | 26 | 9  | 3 | 14 | 79  | 102 | -23 |
|  | 10.  | Correggio        | 28 | 26 | 8  | 4 | 14 | 87  | 100 | -13 |
|  | 11.  | Grosseto         | 28 | 26 | 8  | 4 | 14 | 98  | 126 | -28 |
|  | 12.  | HRC Monza        | 25 | 26 | 7  | 4 | 15 | 75  | 99  | -24 |
|  | 13.  | Roller Scandiano | 8  | 26 | 2  | 2 | 22 | 70  | 163 | -93 |
|  | 14.  | Breganze         | 4  | 26 | 1  | 1 | 24 | 62  | 155 | -93 |

Legenda:
  Squadra ammessa ai quarti di finale dei play-off scudetto.
  Squadra ammessa al primo turno dei play-off scudetto.
  Squadra ammessa ai play-out.
  Squadra vincitrice della Coppa Italia 2020-2021.
      Squadra campione d'Italia e ammessa all'Eurolega 2021-2022.
      Squadre ammesse all'Eurolega 2021-2022.
      Squadre ammesse alla Coppa WSE 2021-2022.
Note:
Tre punti a vittoria, uno a pareggio, zero a sconfitta.
In caso di arrivo di due o più squadre a pari punti, la graduatoria finale è stilata secondo la classifica avulsa tra le squadre interessate che prevede, in ordine, i seguenti criteri:
- punti negli scontri diretti;
- differenza reti negli scontri diretti;
- differenza reti generale;
- reti realizzate in generale;
- sorteggio.

Il Correggio prevale sul Grosseto in virtù del maggior numero di punti conseguiti negli scontri diretti.

## Play-out

### Classifica finale
|  | Pos. | Squadra          | Pt | G | V | N | P | GF | GS | DR  |
|  | ---- | ---------------- | -- | - | - | - | - | -- | -- | --- |
|  | 1.   | Grosseto         | 32 | 6 | 6 | 0 | 0 | 40 | 21 | +19 |
|  | 2.   | HRC Monza        | 22 | 6 | 3 | 0 | 3 | 28 | 30 | -2  |
|  | 3.   | Breganze         | 8  | 6 | 2 | 0 | 4 | 30 | 31 | -1  |
|  | 4.   | Roller Scandiano | 7  | 6 | 1 | 0 | 5 | 23 | 39 | -16 |

Legenda:
      Squadre retrocesse in Serie A2 2021-2022.
Note:
Tre punti a vittoria, uno a pareggio, zero a sconfitta. La classifica tiene conto della metà dei punti conseguiti durante la stagione regolare, eventualmente arrotondati all'intero superiore.
In caso di arrivo di due o più squadre a pari punti, la graduatoria finale è stilata secondo la classifica avulsa tra le squadre interessate che prevede, in ordine, i seguenti criteri:
- punti negli scontri diretti;
- differenza reti negli scontri diretti;
- differenza reti generale;
- reti realizzate in generale;
- sorteggio.

### Risultati
| Andata (1ª) | Andata (1ª) | Prima giornata             | Ritorno (4ª) | Ritorno (4ª) |
|             |             |                            |              |              |
| 24 apr.     | 9-3         | HRC Monza-Roller Scandiano | 4-2          | 15 mag.      |
| 1º giu.     | 7-6         | Grosseto-Breganze          | 4-2          | 15 mag.      |

| Andata (2ª) | Andata (2ª) | Seconda giornata          | Ritorno (5ª) | Ritorno (5ª) |
|             |             |                           |              |              |
| 1º mag.     | 1-5         | Roller Scandiano-Grosseto | 4-7          | 22 mag.      |
| 5 giu.      | 4-2         | Breganze-HRC Monza        | 4-5          | 22 mag.      |

| \| Andata (3ª) \| Andata (3ª) \| Terza giornata \| Ritorno (6ª) \| Ritorno (6ª) \| \| \| \| \| \| \| \| 8 mag. \| 7-2 \| Breganze-Roller Scandiano \| 7-11 \| 29 mag. \| \| 8 mag. \| 3-7 \| HRC Monza-Grosseto \| 5-10 \| 27 mag. \| |             |                           |              |              |
| Andata (3ª) | Andata (3ª) | Terza giornata            | Ritorno (6ª) | Ritorno (6ª) |
| |             |                           |              |              |
| 8 mag. | 7-2         | Breganze-Roller Scandiano | 7-11         | 29 mag.      |
| 8 mag. | 3-7         | HRC Monza-Grosseto        | 5-10         | 27 mag.      |

## Play-off scudetto

### Tabellone
|  | Primo turno | Primo turno | Primo turno | Primo turno  | Primo turno |      |   | Quarti di finale | Quarti di finale | Quarti di finale | Quarti di finale | Quarti di finale |   |              | Semifinali | Semifinali | Semifinali | Semifinali | Semifinali | Semifinali | Semifinali |  |  | Finali | Finali          | Finali | Finali | Finali | Finali | Finali |
|  |             |             |             |              |             |      |   |                  |                  |                  |                  |                  |   |              |            |            |            |            |            |            |            |  |  |        |                 |        |        |        |        |        |
|  |             |             |             |              |             |      |   | 1                | Forte dei Marmi  | 5                | 6                |                  |   |              |            |            |            |            |            |            |            |  |  |        |                 |        |        |        |        |        |
|  | 8           | Montebello  | 2           | 5            | Tot: 7      |      |   | 8                | Montebello       | 2                | 5                |                  |   |              |            |            |            |            |            |            |            |  |  |        |                 |        |        |        |        |        |
|  | 8           | Montebello  | 2           | 5            | Tot: 7      |      | 1 | 8                | Montebello       | 2                | 5                | Forte dei Marmi  | 4 | 1            | 6          | 2          | 5          |            |            |            |            |  |  |        |                 |        |        |        |        |        |
|  | 9           | Sandrigo    | 4           | 0            | Tot: 4      |      | 1 |                  |                  |                  |                  |                  |   |              | 6          | 2          | 5          |            |            |            |            |  |  |        |                 |        |        |        |        |        |
|  | 9           | Sandrigo    | 4           | 0            | Tot: 4      |      | 5 | Follonica        | 2                | 2                | 3                | 4                | 0 |              |            |            |            |            |            |            |            |  |  |        |                 |        |        |        |        |        |
|  |             |             |             |              |             |      |   | Follonica        | 2                | 2                | 3                | 4                | 0 | 4            | Sarzana    | 3(1)       | 1          |            |            |            |            |  |  |        |                 |        |        |        |        |        |
|  |             |             |             |              |             |      |   |                  |                  |                  |                  |                  |   | 4            | Sarzana    | 3(1)       | 1          |            |            |            |            |  |  |        |                 |        |        |        |        |        |
|  |             |             |             |              |             |      |   | 5                | Follonica        | 3(2)             | 4                |                  |   |              |            |            |            |            |            |            |            |  |  |        |                 |        |        |        |        |        |
|  |             |             |             |              |             |      |   |                  |                  |                  |                  |                  |   |              |            |            |            |            |            |            |            |  |  | 1      | Forte dei Marmi | 2      | 2(0)   | 5      | 6      | 2      |
|  |             |             | 2           | Amatori Lodi | 6           | 2(3) | 2 | 3                | 3                |                  |                  |                  |   |              |            |            |            |            |            |            |            |  |  |        |                 |        |        |        |        |        |
|  |             |             |             |              |             |      |   | 3                | Trissino         | 3                | 4(3)             |                  |   |              |            |            |            |            |            |            |            |  |  |        |                 |        |        |        |        |        |
|  |             |             |             |              |             |      |   | 6                | Bassano          | 6                | 4(4)             |                  |   |              |            |            |            |            |            |            |            |  |  |        |                 |        |        |        |        |        |
|  |             |             |             |              |             |      |   |                  |                  |                  |                  |                  |   |              | 6          | Bassano    | 2          | 3          | 2          |            |            |  |  |        |                 |        |        |        |        |        |
|  | 7           | Valdagno    | 0           | 1            | Tot: 1      |      |   |                  |                  |                  |                  |                  |   |              | 6          | Bassano    | 2          | 3          | 2          |            |            |  |  |        |                 |        |        |        |        |        |
|  | 7           | Valdagno    | 0           | 1            | Tot: 1      |      | 2 | Amatori Lodi     | 6                | 4                | 4                |                  |   |              |            |            |            |            |            |            |            |  |  |        |                 |        |        |        |        |        |
|  | 10          | Correggio   | 10          | 6            | Tot: 16     |      | 2 | Amatori Lodi     | 6                | 4                | 4                |                  | 2 | Amatori Lodi | 5          | 7          |            |            |            |            |            |  |  |        |                 |        |        |        |        |        |
|  | 10          | Correggio   | 10          | 6            | Tot: 16     |      |   |                  |                  |                  |                  |                  | 2 | Amatori Lodi | 5          | 7          |            |            |            |            |            |  |  |        |                 |        |        |        |        |        |
|  |             |             |             |              |             |      |   | 10               | Correggio        | 2                | 0                |                  |   |              |            |            |            |            |            |            |            |  |  |        |                 |        |        |        |        |        |

### Primo turno
(8) Montebello vs. (9) Sandrigo
| Arbitri: | Molli (Viareggio) Davoli (Correggio) |

|                                                      |           |                                  |
| Pozzato 3'53" 12'47" Diogo Neves 33'25" Cacau 35'02" | Marcatori | 4'23" Fariza 47'49" D. Nicoletti |

| Arbitri: | Ferrari (Viareggio) Fronte (Novara) |

|                                                                         |           |  |
| Miguélez 8'40" D. Nicoletti 30'49" Tataranni 32'14" 48'06" Paiva 41'45" | Marcatori |  |

(7) Valdagno vs. (10) Correggio
| Correggio 27 aprile 2021, ore 20:45 CEST Partita di andata | Correggio                                | 10 – 0 (tav.) | Valdagno | Palasport Dorando Pietri (0 spett.)\| Arbitri: \| Carmazzi (Viareggio) Ferrari (Viareggio) \| |
| Arbitri:                                                   | Carmazzi (Viareggio) Ferrari (Viareggio) |               |          |                                                                                               |

| Arbitri: | Moresco (Marostica) Hyde (Breganze) |

|                 |           |                                                                                     |
| Brendolin 7'46" | Marcatori | 15'06" 17'24" Posito 19'50" Bertolucci 27'00" García 32'58" Mattugini 43'18" Casari |

### Quarti di finale
(1) Forte dei Marmi vs. (8) Montebello
| Arbitri: | Silecchia (Giovinazzo) Stallone (Giovinazzo) |

|                              |           |                                                                     |
| Miguélez 11'56" Paiva 37'27" | Marcatori | 1'16" Casas 4'00" Ambrosio 21'09" 46'06" Motaran 47'37" Giovannetti |

| Arbitri: | Andrisani (Matera) Davoli (Correggio) |

|                                                                                 |           |                                                                          |
| Maremmani 1'49" Ambrosio 11'29" 23'52" Giovannetti 16'23" Motaran 50'59" 53'36" | Marcatori | 13'33" Paiva 25'30" Tataranni 41'00" 59'06" Miguélez 47'44" D. Nicoletti |

(4) Sarzana vs. (5) Follonica
| Arbitri: | Carmazzi (Viareggio) Ferraro (Bassano del Grappa) |

|                                                              |                      |                                         |
| F. Banini 35'05" Cabella 42'09" Montigel 48'20"              | Marcatori            | 7'31" 16'05" Rossi 36'55" De Rinaldis   |
| F. Pagnini Bonarelli F. Banini D. Banini Montigel F. Pagnini | Tiri di rigore 2 – 1 | De Rinaldis Galbàs Borsi Rossi Ipiñazar |

| Arbitri: | Eccelsi (Novara) Brambilla (Agrate Brianza) |

|                    |           |                                                                  |
| De Rinaldis 14'59" | Marcatori | 21'49" Cabella 37'41" F. Banini 41'16" Montigel 45'53" D. Banini |

(3) Trissino vs. (6) Bassano
| Arbitri: | Barbarisi (Salerno) Molli (Viareggio) |

|                                                                   |           |                                    |
| Cancela 17'10" 36'44" 42'23" Amato 29'26" Festa 41'55" Coy 46'56" | Marcatori | 13'18" 49'52" Faccin 24'21" García |

| Arbitri: | Fronte (Novara) Ferrari (Viareggio) |

|                                                       |                      |                                               |
| João Pinto 6'17" 26'23" Malagoli 31'28" 36'36"        | Marcatori            | 10'19" Coy 20'21" Festa 27'06" 34'37" Cancela |
| João Pinto Malagoli García Scuccato Faccin João Pinto | Tiri di rigore 3 – 4 | Cancela Coy Festa Canesso Amato Coy           |

(2) Amatori Lodi vs. (10) Correggio
| Arbitri: | Galoppi (Follonica) Rondina (Vercelli) |

|                                     |           |                                                                  |
| Zucchiatti 17'22" Bertolucci 47'31" | Marcatori | 0'35" Compagno 14'39" Illuzzi 21'27" 27'10" Torner 47'50" Méndez |

| Arbitri: | Hyde (Breganze) Rago (Giovinazzo) |

|                                                                           |           |  |
| Compagno 12'33" 13'28" Méndez 14'23" 25'22" 45'24" 46'02" Cinquini 47'51" | Marcatori |  |

### Semifinali
(1) Forte dei Marmi vs. (5) Follonica
| Arbitri: | Barbarisi (Salerno) Molli (Viareggio) |

|                         |           |                                                         |
| D. Banini 32'51" 44'25" | Marcatori | 16'26" Xavi Rubio 29'37" 31'23" Ambrosio 42'15" Motaran |

| Arbitri: | Carmazzi (Viareggio) Ferraro (Bassano del Grappa) |

|                 |           |                                  |
| Ambrosio 21'22" | Marcatori | 44'46" Montigel 56'54" F. Banini |

| Arbitri: | Ferrari (Viareggio) Silecchia (Giovinazzo) |

|                                                                      |           |                                                    |
| Ambrosio 17'43" 35'55" 42'46" Motaran 31'08" Maremmani 44'05" 47'16" | Marcatori | 5'54" D. Banini 33'22" F. Banini 48'57" F. Pagnini |

| Arbitri: | Carmazzi (Viareggio) Ferraro (Bassano del Grappa) |

|                                                         |           |                       |
| D. Banini 7'06" Montigel 22'00" 31'18" F. Banini 29'31" | Marcatori | 3'20" 16'31" Ambrosio |

| Arbitri: | Barbarisi (Salerno) Fronte (Novara) |

|                                                                         |           |  |
| Ambrosio 12'16" Giovannetti 16'55" Motaran 18'54" 28'15" Burgaya 43'17" | Marcatori |  |

(2) Amatori Lodi vs. (6) Bassano
| Arbitri: | Eccelsi (Novara) Rondina (Vercelli) |

|                              |           |                                                                  |
| Cancela 13'37" Milani 40'27" | Marcatori | 28'42" 49'59" Méndez 33'47" 48'01" Compagno 43'49" 46'35" Torner |

| Arbitri: | Galoppi (Follonica) Di Domenico (Correggio) |

|                                            |           |                                         |
| Torner 9'25" 48'36" 59'59" Compagno 24'18" | Marcatori | 18'56" Coy 20'08" Cancela 32'30" Milani |

| Arbitri: | Eccelsi (Novara) Fronte (Novara) |

|                                          |           |                          |
| Illuzzi 6'19" 36'05" Méndez 6'27" 37'38" | Marcatori | 7'41" Coy 32'39" Cancela |

### Finale
(1) Forte dei Marmi vs. (2) Amatori Lodi
| Arbitri: | Eccelsi (Novara) Hyde (Breganze) |

|                                                                  |           |                               |
| Méndez 15'18" Torner 29'58" Compagno 33'44" 37'56" 40'19" 46'56" | Marcatori | 36'32" Motaran 42'56" Burgaya |

| Arbitri: | Galoppi (Follonica) Brambilla (Agrate Brianza) |

|                             |                      |                         |
| Ambrosio 2'49" Casas 10'06" | Marcatori            | 12'52" 17'54" Méndez    |
| Ambrosio Motaran Xavi Rubio | Tiri di rigore 0 – 3 | Illuzzi Méndez Cinquini |

| Arbitri: | Fronte (Novara) Rondina (Vercelli) |

|                                                          |           |                                |
| Ambrosio 4'42" 32'02" Casas 30'36" 30'52" Motaran 32'59" | Marcatori | 0'49" Compagno 42'17" Cinquini |

| Arbitri: | Eccelsi (Novara) Ferraro (Bassano del Grappa) |

|                                           |           |                                                          |
| Méndez 1'13" Illuzzi 28'34" Torner 47'09" | Marcatori | 4'30" 14'09" 37'26" Motaran 9'19" 43'27" 49'37" Ambrosio |

| Arbitri: | Eccelsi (Novara) Fronte (Novara) |

|                        |           |                                    |
| Ambrosio 48'34" 49'05" | Marcatori | 2'16" 3'55" Méndez 26'02" Compagno |

## Verdetti
| Verdetto                    | Club                                          |
| --------------------------- | --------------------------------------------- |
| Campione d'Italia 2020-2021 | Amatori Lodi (4º titolo)                      |
| Eurolega 2021-2022          | Amatori Lodi Forte dei Marmi Trissino Sarzana |
| Coppa WSE 2021-2022         | Follonica Valdagno                            |
| Retrocesse in Serie A2      | Roller Scandiano Breganze                     |

### Squadra campione
| Formazione titolare                    | Giocatori                       |
| -------------------------------------- | ------------------------------- |
| Grimalt Illuzzi Torner Méndez Compagno | Andrea Gori                     |
| Grimalt Illuzzi Torner Méndez Compagno | Domenico Illuzzi                |
| Grimalt Illuzzi Torner Méndez Compagno | Valentín Grimalt                |
| Grimalt Illuzzi Torner Méndez Compagno | Alberto Greco                   |
| Grimalt Illuzzi Torner Méndez Compagno | Elia Cinquini                   |
| Grimalt Illuzzi Torner Méndez Compagno | Riccardo Porchera               |
| Grimalt Illuzzi Torner Méndez Compagno | Jordi Méndez                    |
| Grimalt Illuzzi Torner Méndez Compagno | Mattia Gori                     |
| Grimalt Illuzzi Torner Méndez Compagno | Francesco Compagno              |
| Grimalt Illuzzi Torner Méndez Compagno | Enric Torner                    |
| Grimalt Illuzzi Torner Méndez Compagno | Allenatore: Pierluigi Bresciani |

## Statistiche del torneo

### Record squadre
- Maggior numero di vittorie: Amatori Lodi, Forte dei Marmi e Trissino (18)
- Minor numero di vittorie: Breganze (1)
- Maggior numero di pareggi: Follonica e Valdagno (7)
- Minor numero di pareggi: Breganze e Trissino (1)
- Maggior numero di sconfitte: Breganze (24)
- Minor numero di sconfitte: Forte dei Marmi (2)
- Miglior attacco: Amatori Lodi (150 reti realizzate)
- Peggior attacco: Breganze (62 reti realizzate)
- Miglior difesa: Forte dei Marmi (66 reti subite)
- Peggior difesa: Roller Scandiano (163 reti subite)
- Miglior differenza reti: Forte dei Marmi (+73)
- Peggior differenza reti: Breganze e Roller Scandiano (-93)